# 猶太、撒馬利亞及加沙市政局
猶太、撒馬利亞及加沙市政局（希伯來語：‎，羅馬化：Mo'etzet Yesha）是以色列猶太-撒馬利亞區的市政議局（已撤出加沙走廊），負責約旦河西岸的以色列管治區。
該局成立於六日戰爭後的1980年12月，旨在推動以色列定居點項目，維護定居者的利益，以及在以色列國內外宣講定居點的合法性及重要性。
現任市政局主席是什洛莫·奈曼（Shlomo Ne'eman），於2022年當選；行政總監是希拉·利布曼（Shira Libman），於2022年獲委任。

## 拒絕暴力
市政局主席達尼·達揚表示，定居者不得為謀取利益使用暴力。 他說，這種行為「道德敗壞」，只會「阻礙定居者的鬥爭」。

## 外部連結
- 官方网站